# Ernst Schmiegelow
Ernst Carl Schmiegelow, född 13 oktober 1856 i Rønne, död 28 februari 1949, var en dansk öronläkare.
Schmiegelow blev student 1873, candidatus medicinæ 1879, doctor medicinæ 1882 på avhandlingen Testis og Epididymis udviklingshistorie, efter att ha studerat anatomi i Leipzig. På resor till flera av Europas huvudstäder utbildade han sig därefter i otologi och han föranstaltade inrättandet av en otologisk poliklinik vid Köpenhamns kommunehospital. Han ledde denna intill 1898, då det inrättades en universitetsklinik vid Frederiks Hospital, som han övertog, genom att han utnämndes till docent vid Köpenhamns universitet. Kliniken överflyttades som särskild avdelning till Rigshospitalet 1910 och Schmiegelow blev dess överläkare och 1916 tillika professor vid universitetet. Han ledde även en otologisk avdelning vid Sankt Josephs Hospital och var medstiftare av Köpenhamns poliklinik.
Schmiegelow betydelse ligger inte bara i att han var lärare för en mängd nordiska otologer, utan även i, att han genom sin stora kirurgiska förmåga blev en föregångsman på flera områden. Hans operationer på struphuvudet blev således med rätta berömda. Sina stora erfarenheter nedlade han i en mängd avhandlingar och i Ørets sygdomme (1893), som utkom i flera upplagor. Han stiftade Otolaryngologisk selskab i Köpenhamn och var ledamot av många utländska lärda sällskap.

## Utmärkelser
- Riddare av Dannebrogorden,  1900[2]
- Dannebrogsmännens hederstecken,  1920[2]
- Kommendör av Dannebrogorden,  1926[2]
- Kommendör av första graden av Dannebrogorden,  1936[2]

[Redigera Wikidata]